# 국방대학 (중화민국)
국방대학(중국어: 國防大學, 영어: National Defense University)은 중화민국 국방부 직속 국립 군원교(專院校)로, 이 학교는 원래 청 제국 말기 시대인 1906년에 처음 개교되었다. 이 학교는 타오위안에 각각 본교와 제1분교가 있으며 타이베이에 제2분교가 있다.

## 역사

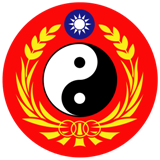
국방대학의 휘장

삼군대학의 교기

국방대학의 교기

1906년 5월 1일을 기하여 청나라 장쑤성 난징에서 《'난징 육군군관학교(南京陸軍軍官學校)'》로 첫 개교되었으며 아직 국부천대 사태가 일어나기 3년 전이던 1946년 5월 8일을 기하여 국민정부 시대 중화민국 타이완성 타오위안으로 학교 교사(學校 校舍)를 이전하여 현재에 이르고 있는, 이른바 중화민국 국립 국방안보행정대학교가 된다. 국민정부 시대 《'허베이 바오딩 육군군관학교'》의 후신이기도 하다.
1968년, 삼군대학이 되었다가 2000년, 국방대학으로 개명했다.

## 부속학원

부속학원의 교기
전쟁학원
육군지휘참모학원
해군지휘참모학원
공군지휘참모학원

- 각군 지휘참모학원
  - 육군지휘참모학원
  - 해군지휘참모학원
  - 공군지휘참모학원
- 관리학원
- 전쟁학원
- 정치작전학원
- 이공학원

## 같이 보기
- 바오딩 육군군관학교